# 墨冲镇
墨冲镇，是中华人民共和国贵州省黔南布依族苗族自治州都匀市下辖的一个乡镇级行政单位。
2014年4月14日，贵州省人民政府批复同意都匀市部分乡镇行政区划调整，以原墨冲镇、沙寨乡和原良亩乡的良亩村、河源村、丙午村、凤凰村地域为新设置的墨冲镇行政区域，镇人民政府驻墨冲村。

## 行政区划
墨冲镇下辖以下地区：
墨阳社区、新坪村、墨冲村、河西村、秀峰村、翁江村、罗马村、凤鑫村、清河村、良亩村、河源村、丙午村、凤凰村、沙寨村、新蒙村、白头村、同心村、凤啭村和拉海村。